# اللغة السنتالية
اللغة السنتالية (ᱥᱟᱱᱛᱟᱲᱤ) هي إحدى اللغات الموندية المنتمية بدورها لعائلة اللغات الأستروآسيوية والقريبة من اللغتين الهويوية والموندارية وتنتشر بصورة رئيسية في ولايات آسام وبيهار وتشاتيسغار وجهارخاند وميزورام وأوديشا وترايبورا وبنغال الغربية بالهند. ويُعترف بها كلغة إقليمية في الهند بموجب ما ينص عليه الجدول الثامن من الدستور الهندي.

## التاريخ
يُرجَّح عالم اللغويات الأسترالي بول جيمس سيدويل أن اللغة الموندية الأم وصلت إلى ساحل أوديشا من الهند الصينية منذ قبل حوالي ما يتراوح من 4000 إلى 3500 سنة.
لم تكن السنتالية لغةً مكتوبة حتى القرن التاسع عشر حيث كان يجري تناقل المعرفة المشتركة شفوياً من جيلٍ لآخر. قاد الاهتمام الذي أولاه الأوروبيون بدراسة لغات الهند إلى تركيز الجهود الأولى الرامية إلى توثيق اللغة السنتالية. كانت الكتابة البنغالية وأبجدية أوريا والأبجدية اللاتينية (الرومانية) أول طرق الكتابة التي استخدمها علماء الإنسان والفلكلور والبعثيات الأوروبية من أجل كتابة السنتالية قبل ستينيات القرن التاسع عشر ومنهم باحثيّ اللغات والمبشَّريّن النرويجييّن لارش أولسن سكريفسرود (1840 -1910)، وبول أولاف بودينغ (1865-1938). وأفضت الجهود المبذولة عن وضع قواميس سنتالية وقصص فلكلورية ودراسة البنية التصريفية والنحوية والصوتية للغة.
وضع الشاعر راغهوناث مورمو (1905-1982) كتابة أول تشيكي لاستعمالها في كتابة السنتالية عام 1925 ونشرت هذه الكتابة عام 1939.
لاقت «أول تشيكي» ككتابة للنص السنتالي قبولاً واسعاً بين التجمعات السنتالية وحالياً تعد «أول تشيكي» الكتابة الرسمية للأدب واللغة السنتالية في كل من ولايات بنغال الغربية وأوديشا وجهارخاند. أمَّا متحدثي اللغة السنتالية في بنغلاديش فيستعملون كتابة ناغاري الشرقية.

## الانتشار الجغرافي

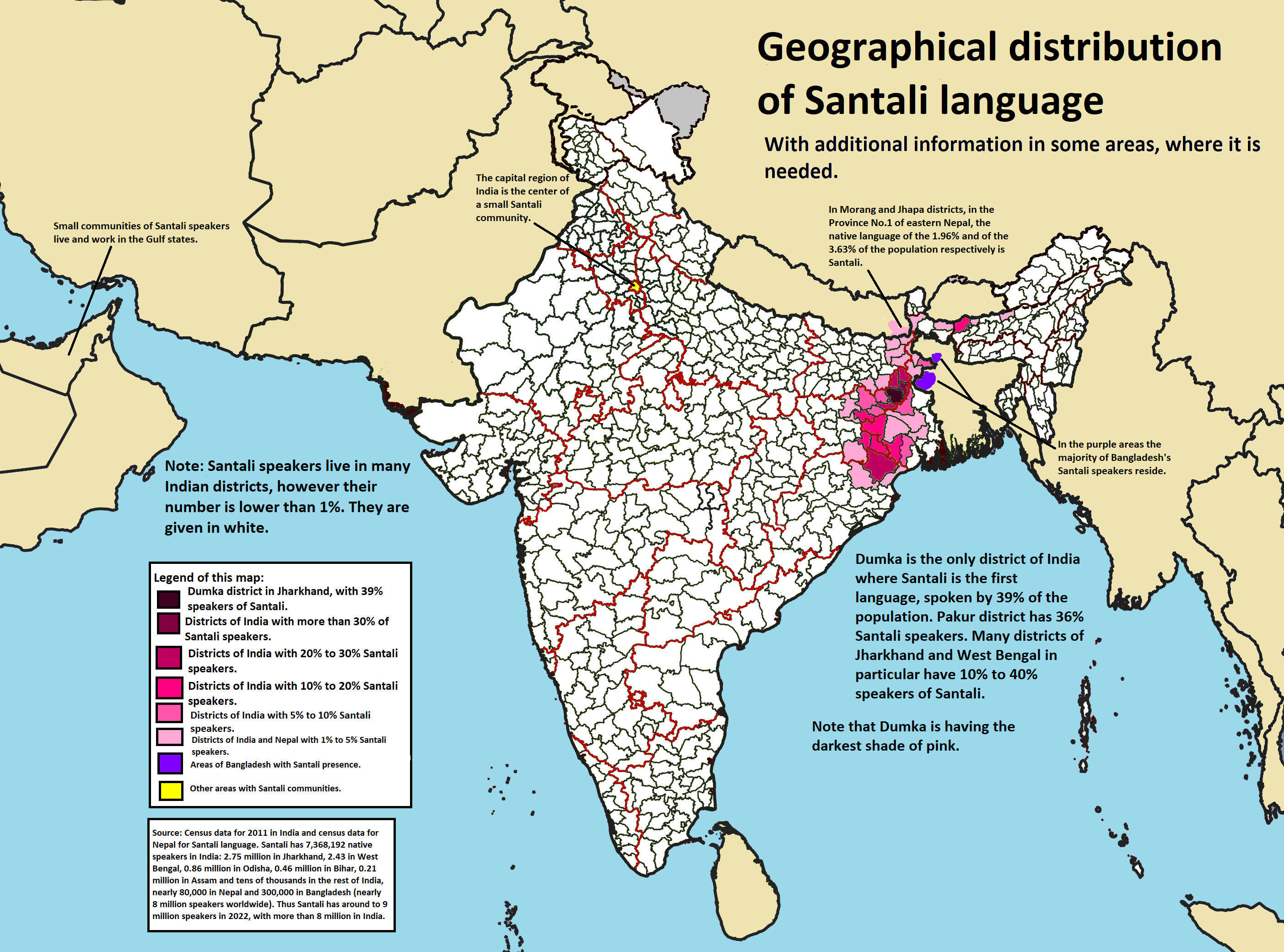
انتشار اللغة السنتالية في الهند

يتحدث اللغة السنتالية أكثر من 6 ملايين نسمة في الهند وبنغلاديش ونيبال. يعيش معظم متحدثي السنتالية في الهند حيث يذكر تعداد عام 2001 وجود 6,469,600 متحدث في ولايات جهارخاند (2.8 مليون نسمة)، وبنغال الغربية (2.2 مليون نسمة)، وأوديشا (0.70 مليون نسمة)، وبهار (0.39 مليون نسمة)، وآسام (0.24 مليون نسمة)، وعدة آلاف نسمة في كل من ميزورام وأروناجل برديش وترايبورا. وبلغ عدد متحدثي السنتالية في الهند 73,68,192 مليون نسمة بحسب تعداد عام 2011.

### الحالة الرسمية
تعد السنتالية واحدة من لغات الهند الرسمية الـ22 المذكورة في الدستور.

### اللهجات
من لهجات السنتالية هناك الكامارية-السنتالية والكارمالية (خولية) واللوهارية-السنتالية والماهالية والمانجهية والباهاريا.

## علم وظائف الأصوات

### الصوامت (الحروف الساكنة)
يوجد في اللغة السنتالية 21 صامت دون احتساب الانفجاريات النَّفسيَّة العشرة والتي تظهر تقريباً فقط في الاستعارات الهندوآرية وهي موضوعة بين قوسين في الجدول الآتي.
|          |          | شفتانية | لثوية  | منثنية | حنكية         | طبقية  | حنجرية |
| -------- | -------- | ------- | ------ | ------ | ------------- | ------ | ------ |
| أنفية    | أنفية    | ‎m‏       | ‎n‏      |        | ‎ɲ‏             | ‎ŋ‏      |        |
| انفجارية | مهموسة   | ‎p (pʰ)‏  | ‎t (tʰ)‏ | ‎ʈ (ʈʰ)‏ | ‎c (cʰ)‏        | ‎k‏      |        |
| انفجارية | مجهورة   | ‎b (bʱ)‏  | ‎d (dʱ)‏ | ‎ɖ (ɖʱ)‏ | ‎ɟ (ɟʱ)‏ ⟨j jh⟩ | ‎ɡ (ɡʱ)‏ |        |
| احتكاكية | احتكاكية |         | ‎s‏      |        |               |        | ‎h‏      |
| تكرارية  | تكرارية  |         | ‎r‏      |        |               |        |        |
| مُستلّة    | مُستلّة    |         |        | ‎ɽ‏      |               |        |        |
| جانبية   | جانبية   |         | ‎l‏      |        |               |        |        |
| انزلاقية | انزلاقية | ‎w‏       |        |        | ‎j‏ ⟨y⟩         |        |        |

يتم تحييد التعارض بين الصوامت الانفجارية المهموسة والمجهورة في الكلمات السنتالية الأصلية في موقع آخر الكلمة. واحدة من الصفات المميزة للغات الموندية هو «تفَحّصَ» الصوامت الانفجارية في أواخر الكلمات أي تهميزها وعدم إطلاقها.

### الحروف المصوتة
يوجد في السنتالية ثمانية صوائت غير أنفية وستة صوائت أنفيَّة. بالإضافة إلى وجود عدة صوائت مركَّبة.
|             | أمامي | مركزي | خلفي |
| ----------- | ----- | ----- | ---- |
| عالي        | ‎i ĩ‏   |       | ‎u ũ‏  |
| متوسط عالي  | ‎e‏     | ‎ə ə̃‏   | ‎o‏    |
| متوسط منخفض | ‎ɛ ɛ̃‏   |       | ‎ɔ ɔ̃‏  |
| منخفض       |       | ‎a ã‏   |      |

## وصلات خارجية
- مصادر باللغة السنتالية وحولها (بالإنجليزية)